# Peter Dörfler

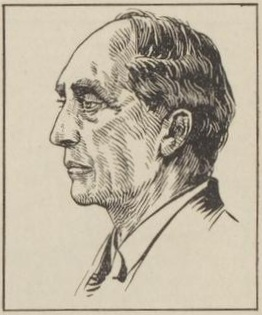
Peter Dörfler

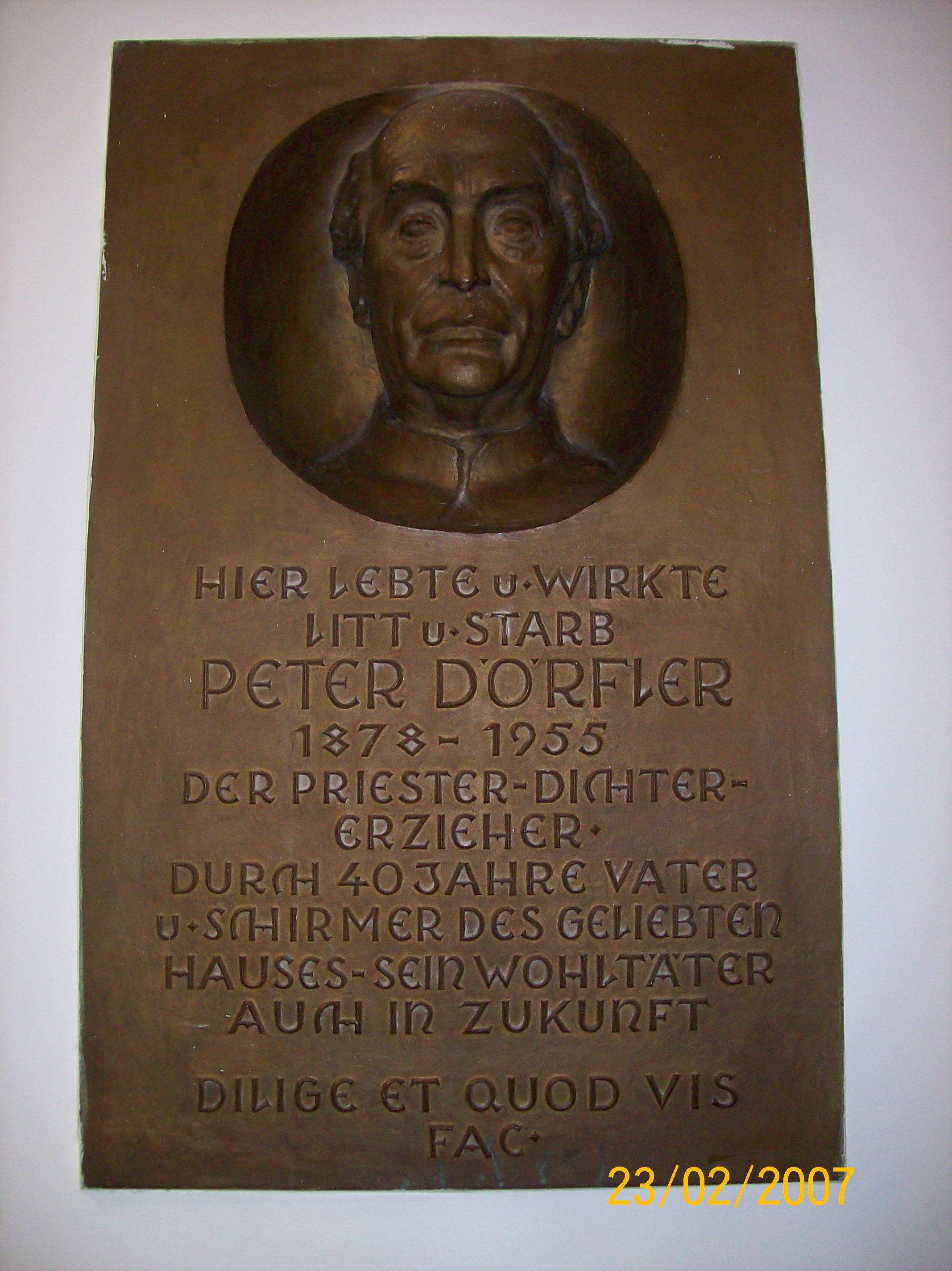
Gedenkstein am St. Marien-Ludwig-Ferdinand-Heim in München

Peter Dörfler (* 29. April 1878 in Untergermaringen; † 10. November 1955 in München) war ein deutscher katholischer Priester, Erzieher und Dichter.

## Leben

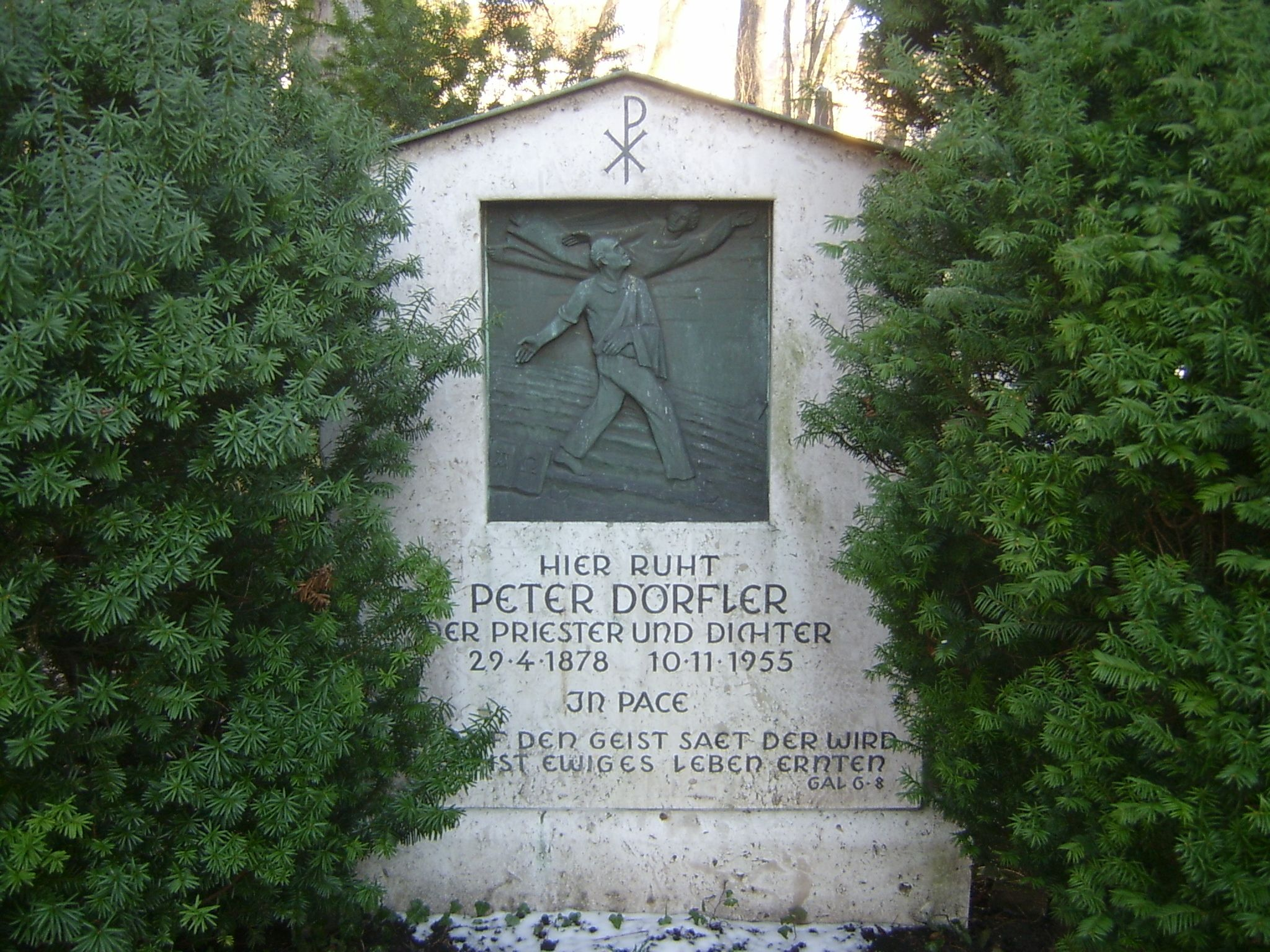
Grabmal von Peter Dörfler auf dem Münchner Winthirfriedhof

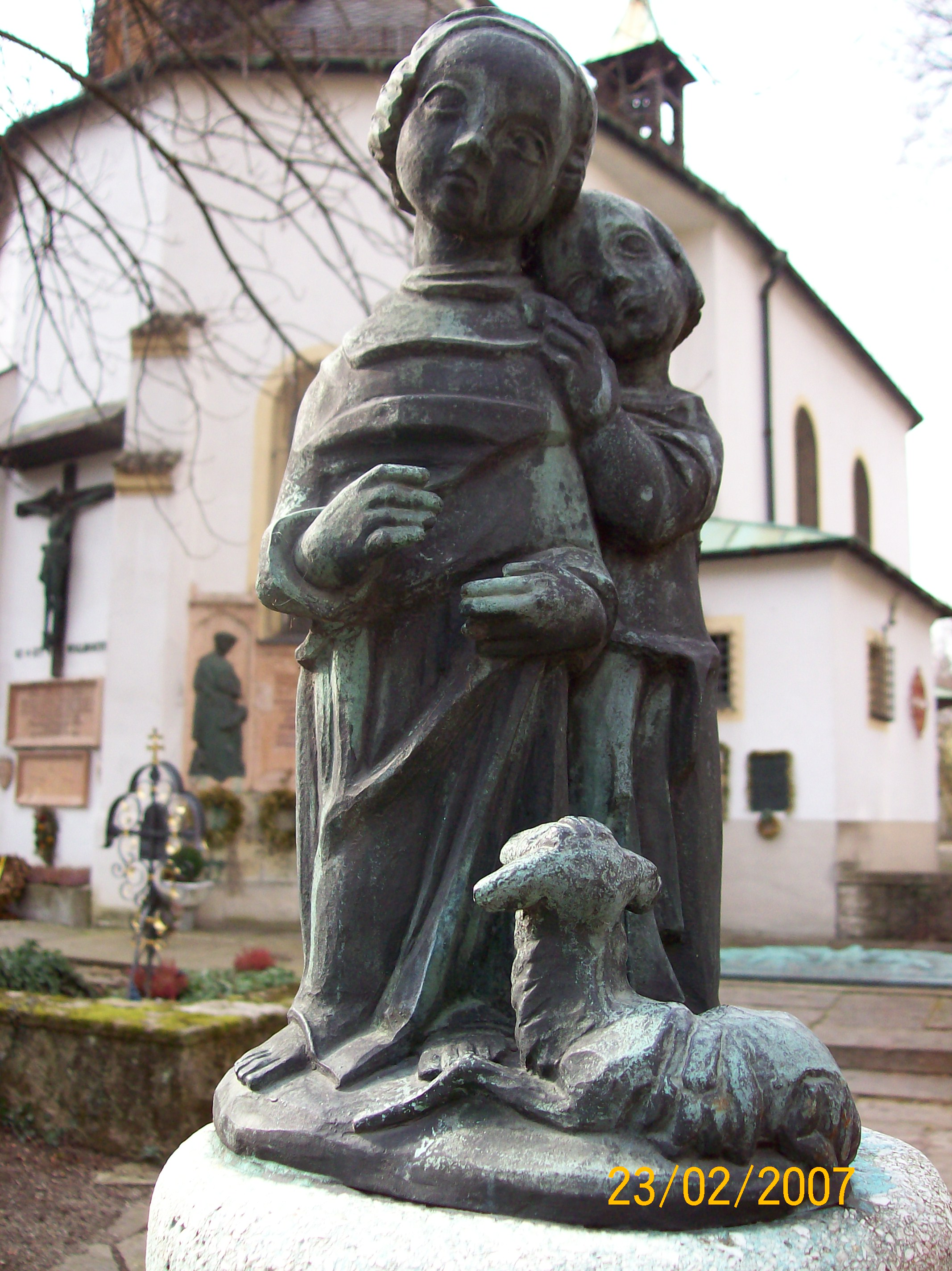
Figuren des Peter-Dörfler-Brünnleins

Die Vorfahren Peter Dörflers waren seit Generationen Bauern. Auch sein Vater war Bauer und gleichzeitig Bürgermeister von Untergermaringen. Der erste Dörfler hatte sich nach dem Dreißigjährigen Krieg in der durch Krieg und Pest entvölkerten Gegend um Kaufbeuren niedergelassen. Er war aus Weißenbach im Ahrntal ausgezogen. Bereits in früher Kindheit kam Peter Dörfler mit seiner Familie in das unweit von Waal gelegene Waalhaupten, wo sein Vater einen größeren Hof erworben hatte. Dem Wunsch seiner Eltern folgend wurde er Priester. Er absolvierte das Benediktiner-Gymnasium bei St. Stephan in Augsburg. Nach eigenen Angaben war sein größter Gewinn in jener Zeit die Freundschaft mit dem hoch begabten Mitschüler Max Zwiebel aus Thannhausen. Dem früh verstorbenen Freund widmete er später das Werk Die Braut des Alexius.
Nach dem Abitur zog er in das Priesterseminar Georgianum in München und studierte katholische Theologie. Als Student wurde er aktives Mitglied der katholischen Studentenverbindung K.St.V. Ottonia München im KV. Er wurde zum Generalpräfekten des Georgianums ernannt. In dieser Zeit schloss er Freundschaft mit seinem künftigen Priester- und Dichterkollegen Joseph Bernhart.
Nach der Priesterweihe 1903 wurde er Kaplan, zuerst in Steingaden, anschließend in Lindenberg im Allgäu. In dieser Zeit befasste er sich bereits intensiv mit Literatur und experimentierte auf diesem Gebiet. Seine Zweifel an der eigenen schriftstellerischen Begabung und an seiner Eignung zum Priester bewogen ihn, die Erlaubnis seines Bischofs für ein zweijähriges Studium am Campo Santo Teutonico in Rom einzuholen. Dort studierte er Christliche Archäologie und wurde 1909 in München mit dem Thema „Die Anfänge der Heiligenverehrung“ zum Dr. theol. promoviert. Die weiter bestehenden schriftstellerischen Ambitionen und Zweifel an seiner Eignung zum Priester suchte er mit dem – wohl zu Unrecht – Augustinus zugeschriebenen Wort Si non es vocatus, fac te vocatum („Wenn du nicht berufen bist, mache dich zum Berufenen“) zu bekämpfen. Dieser ungelöste Konflikt rief immer wieder schwere Erkrankungen (u. a. Pemphigus) Dörflers hervor. So ließ er sich 1917 am Magen operieren, später, 1936, erwarteten die Ärzte bereits seinen Tod, doch er erholte sich. Nach seiner Rückkehr aus Rom Ende 1907 wurde er als Stadtkaplan und als Religionslehrer nach Landsberg am Lech versetzt. Dort weilte er noch einmal von 1911 bis 1915 als Spitalpfarrer und Religionslehrer.
Der Tod seiner Mutter 1909 erschütterte ihn schwer. Er begann sofort mit einer literarischen Aufarbeitung seiner Kindheits- und Jugenderinnerungen, das Andenken der Mutter poetisch zu würdigen. Dörfler verfasste das Werk zum größten Teil während seines Benefiziats in Mindelheim, seiner nächsten beruflichen Station. Dort wurde als Schüler dem angehenden Dichter Arthur Maximilian Miller die Begegnung mit Peter Dörfler zu einem nachhaltigen Erlebnis. Später entwickelte sich zwischen Dörfler und dem dreiundzwanzig Jahre Jüngeren eine lebhafte Freundschaft, die vor allem dem Werk Millers zugutekam. Dörfler fand schließlich den Herder Verlag 1912 für dieses Werk. Als Mutter noch lebte wurde sogleich ein großer Erfolg und Dörfler fand Aufnahme in den Kreis führender Literaten. Unter anderem wurde er literarischer Mitarbeiter am Hochland, der führenden katholischen Literaturzeitschrift. Fast jährlich erschienen nun neue Werke Dörflers, wissenschaftliche und Romane, jenes Genres, das im 19. Jahrhundert zur bevorzugten Literaturgattung geworden war. Seinen Romanen verdankte Dörfler auch seine zeitgenössische Popularität als Schriftsteller und Dichter. Einige der historischen Romane, zum Beispiel Judith Finsterwalderin, Der ungerechte Heller, Die Wessobrunner und Der Sohn des Malefizschenk, spielen in der Dörfler vertrauten Heimat am Lechrain. Das hatte zur Folge, dass er zu seinem Verdruss oft den Heimatdichtern zugerechnet wurde.
1915 wurde er Leiter des St. Marien-Ludwig-Ferdinand-Kinderheims in München berufen, das entwurzelten Kindern, nach Dörflers Absicht, eine Ersatzheimat bieten sollte. Zeitweise wurden dort, nach Bernhart, „dritthalb hundert“ Kinder (i. e. 250) betreut. Er blieb Leiter bis 1949.
Im Zuge der nationalsozialistischen Gleichschaltung der Preußischen Akademie der Künste und der Entfernung von 40 nicht-arischen Mitgliedern und NS-Gegnern durfte Dörfler neben 13 weiteren NS- bzw. NS-nahen Schriftstellern am 5. Mai 1933 einen der frei gewordenen Plätze einnehmen. Im Oktober 1933 gehörte er zu den 88 deutschen Schriftstellern, die das Gelöbnis treuester Gefolgschaft für Adolf Hitler unterschrieben. Später geriet er in Konflikt mit dem Dritten Reich und wurde mit Schreib- und Publikationsverbot belegt. 1947 erhielt Dörfler den Literaturpreis der Landeshauptstadt München. 1948 wurde er sogleich in die neu gegründete Bayerische Akademie der Schönen Künste aufgenommen. 1948 erhielt er zudem auf Vorschlag des Kardinals Michael von Faulhaber von Papst Pius XII. zum 70. Geburtstag den Titel Päpstlicher Hausprälat (heute Ehrenprälat Seiner Heiligkeit). Seit 1950 war er Mitglied der Deutschen Akademie für Sprache und Dichtung. Von staatlicher Seite wurde er 1953 zu seinem 75. Geburtstag mit dem Großen Verdienstkreuz des Verdienstordens der Bundesrepublik Deutschland ausgezeichnet.
Mit 75 Jahren trat Dörfler in den Ruhestand, behielt aber seine Dichterstube im Heim. Sie wurde auch sein Sterbezimmer. Wer das Haus betritt, trifft im Inneren auf eine Tafel mit folgendem Wortlaut: „Hier lebte und wirkte, litt und starb Peter Dörfler (1878 bis 1955), der Priester, Dichter und Erzieher, durch vierzig Jahre Vater und Schirmer des geliebten Hauses, sein Wohltäter auch in Zukunft. Dilige et quod vis fac.“ Als Wohltäter wird er hier bezeichnet, weil er eine Stiftung zugunsten des Heims gründete.
Dörfler wird in der neueren Literaturgeschichte höchstens noch beiläufig im Rahmen der neueren Regionalliteratur sowie der Heimatkunstbewegung genannt, die zum Teil zu den Vorläufern der Blut-und-Boden-Ideologie des Nationalsozialismus gehört, daher in der Nachkriegszeit weitgehend abgelehnt.
Beerdigt wurde Peter Dörfler auf dem Winthirfriedhof in München neben seiner langjährigen Wirkungsstätte. Dem Grab gegenüber ließen Freunde einen Brunnen errichten. Er heißt Peter-Dörfler-Brünnlein oder Bettelbrünnlein nach einer Figurengruppe der Bildhauerin, Dichterin und Freundin Dörflers, Ruth Schaumann.

## Ehrungen
Zum 50. Geburtstag ehrte ihn eine ganze Reihe namhafter Persönlichkeiten aus Literatur und Wissenschaft mit einer Festschrift.
Einige Straßennamen, ein Reliefporträt des Dichters am Elternhaus, eine Gedenktafel in der Waalhauptener Kirche St. Michael, Hauptperson in der populären Legende vom wandernden Dorfkirchlein, die Dörfler nach einer Erzählung seiner Mutter in seinem Erstlingswerk verewigte, sowie ein Gedenkstein in Untergermaringen an der Stelle seines Geburtshauses sind sichtbarer Ausdruck der Wertschätzung Dörflers in seiner Allgäuer Heimat. Außerdem wurden mehrere Schulen nach Peter Dörfler benannt, u. a. in Kaufbeuren und in Marktoberdorf.

## Werke
(nach Friedrich Braig)
- 1905 Der Kinderkreuzzug (Historisches Schauspiel)
- 1910 Die heilige Elisabeth (gedruckter Vortrag)
- 1911 Ein Herz für Kinder (Gedichte und Prologe zu lebenden Bildern)
- 1912 Als Mutter noch lebte (Aus einer Kindheit), Herder
- 1913 Die Anfänge der Heiligenverehrung nach den römischen Inschriften und Bildwerken (Dissertation), Lentner
- 1913 La Perniziosa (Roman – ab 2. Auflage 1919 unter dem Titel: Die Verderberin), Kösel
- 1915 Der Weltkrieg im schwäbischen Himmelreich (Roman), Kösel,
- 1915 Der krause Ulrich (Erzählungen), Hausen
- 1916 Erwachte Steine (Erzählungen), Kösel
- 1916 Judith Finsterwalderin (Roman, Neubearbeitung 1955), Kösel
- 1916 Dämmerstunden (Erzählungen), Herder
- 1917 Onkel Christophs Geschichten (Erzählungen), Hausen
- 1917 Der Roßbub (Erzählung), Kösel
- 1918 Das Geheimnis des Fisches (Erzählung), Herder/Christophorusverlag
- 1920 Der Rätsellöser (Erzählungen), Herder
- 1920 Neue Götter (Roman), 2 Bände (ab 1925 in 1 Band), Kösel
- 1921 Stumme Sünde (Roman), Kösel
- 1922 Der ungerechte Heller (Roman), Kösel
- 1922 Regine und Mang (Novelle), Deutsche Verlagsanstalt Stuttgart
- 1922/25 Herausgeber des Bayerischen Volks- und Hauskalenders, 1.–4. Jahrgang
- 1923 Die Papstfahrt durch Schwaben (Roman), Kösel
- 1924 Siegfried im Allgäu. Eine alamannische Mär. Josef Kösel & Friedrich Pustet, München/Kempten (Historische Legende, siehe auch 1950)
- 1925/26 Herausgeber des Regensburger Marienkalenders
- 1926 Lechrain (Bayernheft Nr. 3), Oldenbourg
- 1926 Die Braut des Alexius (Novelle), Kösel
- 1927 Am Eichentisch (Erzählungen), Kösel (siehe auch 1931)
- 1927/28 Die Schmach des Kreuzes (Roman, 2 Bde.), Kösel (siehe auch 1950)
- 1928 Ein Almanach: Peter Dörfler zum 50. Geburtstag, Kösel & Pustet
- 1929 Abenteuer des Peter Farde (Roman – ab 4. verbesserte Auflage, siehe auch 1953 unter dem Titel: Der Abenteurer wider Willen)
- 1930 Der junge Don Bosco (Biografie), Herder
- 1930 Die heilige Elisabeth (Biografie), Ars Sacra
- 1930 Apollonia-Trilogie: 1. Die Lampe der törichten Jungfrau 2. Apollonias Sommer 3. Um das kommende Geschlecht (Roman-Trilogie), G. Grote
- 1931 Der Bubenkönig (Biografie): Don Bosco, 10. Auflage Herder
- 1931 Des Vaters Hände (Erzählungen, erweiterte Neuausgabe von: Am Eichentisch), Kösel, Neubearbeitung 1956.
- 1933 Jakobäas Sühne. 2 Erzählungen aus den Bergen. Insel Verlag, Leipzig 1933 – Insel-Bücherei 431
- 1933 Von Sitte und Sprache (Aufsätze), Schriften an die Nation Bd. 59/60, Gerh. Stalling, Oldenburg
- 1934 Feiertagsgeschichten im Jahresring; Buchgemeinde Bonn
- 1934–1936 Allgäu-Trilogie (Romane, im Einzelnen: 1. Der Notwender, 2. Der Zwingherr, 3. Der Alpkönig), G. Grote
- 1936 Das Gesicht im Nebel (Erzählung), Alois sucht seinen leiblichen Vater. Ab 1953 mit einem Nachwort von Joseph Bernhart. Rede zum 70. Geburtstag Peter Dörflers, Reclam-Taschenbuch Nr. 7313
- 1938 Auferstehung (Roman), G. Grote – ab 1954: Herder
- 1941 Albertus Magnus (Biografie), Schnell und Steiner
- 1941 Die Wessobrunner (Roman), G. Grote – ab 1957 Kösel
- 1942 Zusann und der Trompeter (Erzählung, mit 17 Holzstichen von Paul Dietrich), Reclam-Taschenbuch Nr. 7505,
- 1943 Die gute Heirat (Erzählung), G. Grote
- 1944 Die alte Heimat (Erzählung), Sicker
- 1946 Das Osterlamm (Erzählung), Schnell und Steiner
- 1947 Severin, der Seher von Norikum (Dichtung und Geschichte), Herder
- 1947 Der Sohn des Malefizschenk (Roman), Kösel
- 1948 Die Begegnung (Erzählung um Johann Michael Sailer), Karl Alber
- 1948 Der Urmeier (Geschlechter-Roman), Karl Alber
- 1950 Heraklius (Roman) (Völlige Neubearbeitung und Komprimierung des historischen Romans „Die Schmach des Kreuzes“), Kösel
- 1950 Die Wies – mit Raumbildern; 0. Schönstein
- 1950 Minne dem heiligen Mang (Historische Legende – Neubearbeitung „Siegfried im Allgäu“), Kösel
- 1951 Vinzenz von Paul (Biografie), Kösel
- 1952 Philipp Neri (Biografie), Kösel
- 1953 Nikolaus von Flüe (Biografie), Kösel
- 1953 Abenteuerei wider Willen (Roman – Neubearbeitung Abenteuer des Peter Farde), Herder
- 1953 Die Gesellen der Jungfer Michline ([Rom-]Roman), Herder
- 1954 Die tüchtige Person (Erzählungen – Neubearbeitung und Erweiterung: Dämmerstunden), Herder
- 1955 St. Ulrich, der große Bischof und Reichsfürst (Biografie), Winfried-Werk
- 1956 Hubertus (posthum) ([Weihnachts-]Erzählung)
- o. J. Bucklige Welt (zehn Erzählungen mit Nachwort über den Dichter), Fredebeul & Koenen Verlag Essen

Dichtungen für die Laienbühne:
- Der Kinderkreuzzug
- An der Gnadenstätte
- Im Hungerjahr
- Ewige Weihnacht
- Es war einmal Krieg
- 's Christkindl
- Ich will dem Kindlein schenken
- St. Ulrich-Spiel (Der Klosterschüler von St. Gallen)